# ジョシュ・ゼイド
- ジョシュ・ザイド

ジョシュア・アレクサンダー・ゼイド（Joshua Alexander Zeid, 1987年3月24日 - ）は、アメリカ合衆国・コネチカット州ニューヘイブン出身の元プロ野球選手（投手）。右投右打。

## 経歴

### プロ入りとフィリーズ傘下時代
2009年のMLBドラフト10巡目（全体317位）でフィラデルフィア・フィリーズから指名され、プロ入り。

### アストロズ時代
2011年7月29日にハンター・ペンスとのトレードで、ジョン・シングルトン、ジャレッド・コザート、ドミンゴ・サンタナと共にヒューストン・アストロズへ移籍。
2012年に第3回WBC予選のイスラエル代表に選出された。
2013年7月30日のボルチモア・オリオールズ戦でメジャーデビュー。

### タイガース傘下時代
2014年11月20日にウェイバーでデトロイト・タイガースへ移籍した。タイガースで監督を務めているブラッド・オースマスは、第3回WBCで監督を務めていたため、面識がある。
2015年9月2日に40人枠を外れる形で傘下のAAA級トレド・マッドヘンズへ配属された。

### タイガース退団後
2016年2月10日にロサンゼルス・エンゼルスとマイナー契約を結ぶが、3月30日に自由契約となる。4月7日に独立リーグ・アトランティックリーグのニューブリテン・ビーズと契約。6月7日にニューヨーク・メッツとマイナー契約を結んだが、同年中に放出された。8月26日に第4回WBC予選のイスラエル代表に選出され、2大会連続2度目の選出を果たした。9月に開催された同大会予選では決勝戦でイギリスに勝利し、本大会出場権を獲得した。
2017年1月18日に第4回WBC本戦のイスラエル代表に選出された。3月に開催されたは同大会の1次ラウンドの韓国戦とオランダ戦で登板。韓国戦で勝利投手になっている。2次ラウンドでキューバ戦で抑えと日本戦で先発登板。合計4試合に登板した。3月22日にベストナインに相当するオールWBCチームに選出された。イスラエルの2次ラウンド敗退後の3月21日にセントルイス・カージナルスとマイナー契約を結んだ。
2018年4月5日に現役引退を表明した。

### 現役引退後
2019年より、シカゴ・カブス傘下マイナー巡回のピッチング兼リハビリコーチに就任。2022年まで4年間務めた。またその間2021年には、東京オリンピックの野球イスラエル代表に選出され、一時的に現役復帰して出場することになった。
2023年からは、テキサス・レンジャーズ傘下AA級フリスコ・ラフライダーズの投手コーチを務める。

## 詳細情報

### 年度別投手成績
| 年 度    | 球 団    | 登 板 | 先 発 | 完 投 | 完 封 | 無 四 球 | 勝 利 | 敗 戦 | セ 丨 ブ | ホ 丨 ル ド | 勝 率 | 打 者 | 投 球 回 | 被 安 打 | 被 本 塁 打 | 与 四 球 | 敬 遠 | 与 死 球 | 奪 三 振 | 暴 投 | ボ 丨 ク | 失 点 | 自 責 点 | 防 御 率 | W H I P |
| -------- | -------- | ----- | ----- | ----- | ----- | -------- | ----- | ----- | -------- | ----------- | ----- | ----- | -------- | -------- | ----------- | -------- | ----- | -------- | -------- | ----- | -------- | ----- | -------- | -------- | ------- |
| 2013     | HOU      | 25    | 0     | 0     | 0     | 0        | 0     | 1     | 1        | 6           | .000  | 118   | 27.2     | 26       | 3           | 12       | 1     | 1        | 24       | 2     | 0        | 12    | 12       | 3.90     | 1.37    |
| 2014     | HOU      | 23    | 0     | 0     | 0     | 0        | 0     | 0     | 0        | 3           | ----  | 98    | 20.2     | 30       | 6           | 7        | 1     | 1        | 18       | 1     | 0        | 18    | 16       | 6.97     | 1.79    |
| MLB：2年 | MLB：2年 | 48    | 0     | 0     | 0     | 0        | 0     | 1     | 1        | 9           | .000  | 216   | 48.1     | 56       | 9           | 19       | 2     | 2        | 42       | 3     | 0        | 30    | 28       | 5.21     | 1.55    |

### 表彰
- WBCオールWBCチーム：1回（2017年）

### 背番号
- 61（2013年 - 2014年）

### 代表歴
- 2013 ワールド・ベースボール・クラシック・イスラエル代表
- 2017 ワールド・ベースボール・クラシック予選 イスラエル代表
- 2017 ワールド・ベースボール・クラシック・イスラエル代表
- 2020年東京オリンピックの野球競技・イスラエル代表